# (20576) Marieoertle
(20576) Marieoertle (1999 RG148) – planetoida z pasa głównego asteroid okrążająca Słońce w ciągu 3,37 lat w średniej odległości 2,25 j.a. Odkryta 9 września 1999 roku.